# 寺町博
寺町 博（てらまち ひろし、1924年4月25日- 2012年9月11日 ）は、日本の経営者。THKの創業者。

## 来歴・人物
岐阜県出身。1942年に岐阜県立第一工業学校(現在の岐阜県立岐阜工業高等学校)を卒業し、同年に半田重工業に入社した。1948年に一工商会を創業し、1950年には大一工業(のちの日本トムソン)、1971年には東邦精工(のちのTHK)を設立し、各社社長に就任。1997年1月にTHK会長に就任し、1998年6月には最高顧問に就任。2004年6月から2012年9月までフジフューチャーズの社長兼会長を務めた。
1991年に紫綬褒章を受章し、2001年4月に勲三等瑞宝章を受章。
2012年9月11日、大動脈弁狭窄症のために死去。88歳没。